# Звернення до емоцій
Звернення до емоцій або argumentum ad passiones (те ж саме на латині) — це неформальна помилка, яка характеризується маніпулюванням емоціями одержувача з метою виграти суперечку, особливо за відсутності фактичних доказів. Такий вид звернення до емоцій є різновидом червоного оселедця та охоплює кілька логічних помилок, зокрема апеляцію до наслідків, апеляцію до страху, звернення до лестощів, апеляцію до жалю, звернення до глузування, звернення до злості та видавання бажаного за дійсне.
Звернення до емоцій є помилковим лише тоді, коли викликані емоції не мають відношення до оцінки істинності висновку та служать для відволікання від раціонального розгляду відповідних передумов або інформації. Наприклад, якщо студент каже: «Якщо я не здам роботу, я втрачу свою стипендію. Це не плагіат.» — емоції, викликані першим твердженням, не мають відношення до встановлення того, чи була стаття плагіатом. Крім того, «Подивіться на страждаючих дітей. Ми повинні зробити більше для біженців», є помилковим, тому що страждання дітей і наше емоційне сприйняття поганості страждання не мають відношення до висновку. Звичайно, належна роль емоцій у моральних міркуваннях є спірним питанням в етиці, але звинувачення у «зверненні до емоцій» часто не можна висунути, не поставивши питання проти теорій морального пізнання, які резервують роль емоцій у моральних міркуваннях. 
Звернення до емоцій має на меті викликати в одержувача інформацію такі почуття, як страх, жалість і радість, з кінцевою метою переконати його в тому, що твердження, представлені в помилковому аргументі, відповідно є істинними чи хибними.

## Класичні часи
Здатність емоцій впливати на судження, включно з політичними поглядами, була визнана з часів класичної античності. Аристотель у своєму трактаті «Риторика» описав емоційне збудження як критичне для переконання: «Оратор переконує за допомогою своїх слухачів, коли їх пробуджує емоційність його промови; бо судження, які ми висловлюємо, не однакові, коли на нас впливає радість або горе, любов чи ненависть». Аристотель попереджав, що емоції можуть породжувати переконання там, де їх не існувало, або змінювати існуючі переконання, а також посилювати або зменшувати силу віри. Сенека також попереджав, що «сам розум, якому довірено кермо влади, залишається володарем лише до тих пір, поки він тримається осторонь від пристрастей».
Через століття. Французький учений і філософ Блез Паскаль писав, що «Люди […] приходять до своїх переконань не на основі доказів, а на основі того, що вони вважають привабливим». Барух Спіноза характеризував емоції як такі, що мають силу «схиляти розум думати одне, а не інше». Не погоджуючись із Сенекою Молодшим, що емоції руйнують розум, шотландський філософ XVIII століття Джордж Кемпбелл натомість стверджував, що емоції є союзниками розуму та допомагають у засвоєнні знань. Проте Кемпбелл попереджав про податливість емоцій і відповідний ризик з точки зору навіюваності:
[Емоції] не є замінниками розуму чи навіть суперниками в його владі; вони є її служницями, завдяки чиєму служінню він вміє вводити правду в серце і сприяти її прихильному прийому. Як служниці, вони схильні піддаватися спокусі софістики в шатах розуму, а іноді змушені через незнання надавати свою допомогу у впровадженні брехні.
Спираючись на соціальну психологію свого часу, теоретик пропаганди Едвард Бернайс впевнено стверджував, що «в певних випадках ми можемо вплинути на певні зміни в громадській думці з достатньою мірою точності, керуючи певним механізмом, так само як автомобіліст може регулювати швидкість свого руху автомобіля, маніпулюючи потоком бензину». Бернейс радив, щоб змінити настрої мас, пропагандист повинен націлитися на їх «імпульси, звички та емоції» і змусити «емоційні струми» працювати для досягнення мети.
Справді, деякі сучасні автори пояснюють популярність найбільш деструктивних політичних сил у сучасній історії — від нацизму до джихадизму — здатністю їхніх лідерів зачаровувати (а не переконувати) громадськість і протиставляти «небесний екстаз релігійного запалу» «голому особистому інтересу» і крижаному, індивідуалістичному раціоналізму сучасного лібералізму.
Подібним чином Дрю Вестен, професор психології, психіатрії та поведінкових наук в Університеті Еморі, спираючись на сучасні психіатричні та психологічні дослідження, щоб продемонструвати силу емоцій у впливі на політичне пізнання та уподобання, написав, що «коли розум і емоції стикаються, емоції незмінно перемагають.» Вестен, радник політичних кампаній Демократичної партії, вважає, що еволюція надала людям можливість обробляти інформацію за допомогою емоцій, і що люди більше реагують на емоційні сигнали, ніж на раціональні аргументи. Відповідно Вестен вважає, що емоція лежить в центрі ефективного переконання і що звернення до емоцій завжди буде перемагати звернення до розуму:
Центральним аспектом мистецтва політичного переконання є створення, зміцнення та активізація мереж, які створюють переважно позитивні почуття до вашого кандидата чи партії та негативні почуття до опонента…
Ви можете заробити ці кілька міліметрів мозкової поверхні, які обробляють факти, цифри та політичні заяви. Або ви можете … націлюватися на різні емоційні стани за допомогою повідомлень, створених для максимальної привабливості.

## Сучасні теорії
Теорія соціальної психології стверджує, що установки мають три компоненти — афект, пізнання та поведінку . Когнітивний вимір стосується «переконань, які хтось має щодо об'єкта ставлення, а поведінка використовувалася для опису явних дій і реакцій на об'єкт ставлення». Тим часом афект описує «позитивні та негативні почуття, які людина відчуває до об'єкта ставлення», тобто емоційний вимір ставлення. Сучасні теоретики модифікували тристоронню теорію, щоб стверджувати, що ставлення «не складається з цих елементів, а замість цього є загальним оціночним підсумком інформації, отриманої з цих основ».
Політолог Джордж Маркус (працював разом з Расселом Нойманом і Майклом Маккуеном) виділяє дві психічні системи, за допомогою яких розум і емоції взаємодіють під час управління та обробки політичних стимулів:
По-перше, система диспозиції «надає людям розуміння, емоційний звіт про дії, які вже є в їх репертуарі звичок». Тобто перша система — це та, яка стежить за випадковою обробкою політичної інформації через звичку, за допомогою якої здійснюється більша частина нашої обробки інформації.
Друга система, система спостереження, «діє, щоб сканувати середовище на предмет новизни та раптового вторгнення загрози». Іншими словами, друга система відстежує навколишнє середовище на наявність будь-яких ознак загрози. Якщо виявлено загрозу, ця система виводить людей зі звичної, випадкової обробки та переводить їх у стан пильності та сприйнятливості до нової інформації:
«Що цікаво в цій другій емоційній системі, так це те, що початок підвищеної тривоги зупиняє поточну активність і спрямовує увагу на загрозливий вигляд, щоб навчання могло відбутися. […] Коли система виявляє несподівані або загрозливі стимули, вона викликає підвищену тривогу, перериває поточну діяльність і переключає увагу з попереднього фокусу на нав'язливі подразники».
Далі Маркус стверджує, що «емоційна залученість спонукатиме людей приймати більш обґрунтовані рішення щодо політики, ніж ті, хто залишається безпристрасним». Інші мислителі стверджували, що «коли емоція пробуджується та переживається, вона може включати низку психологічних процесів, які потім можуть бути використані як платформа для сприяння та забезпечення впливу та поступливості».
Незважаючи на це, тоді було б логічним вважати, що вплив на емоційний стан суб'єкта в поєднанні з політичним повідомленням може вплинути на ставлення цього суб'єкта.
У сучасній філософії є два основних звернення до емоцій. Один — це заклик до сили (відомий як ad baculum), інший — заклик до співчуття, відомий як ad misericordiam. Вони вважаються помилковими лише тоді, коли використовуються в доксастичних системах.

## Дослідження
Вважається, що «коли мова йде про питання емоційної важливості, переконати когось змінити його або її існуючі переконання виглядає практично безнадійною справою». І все ж маніпулювання емоціями може містити ключ до формування ставлення:
«Використання емоцій для прищеплення переконань є поширеним у політичній пропаганді. Зображення окремих осіб, груп чи проблем з емоційної точки зору чи як дійових осіб у емоційних подіях викликає емоції. Таким чином, у свідомості слухача втрачається переконання, що ця емоція вже у свідомості слухача. Імовірно, це легше, плавніше й без сумнівів впроваджує переконання в свідомість слухача, ніж це сталося б, коли передається лише інформація» .
Хоча це все ще недостатньо розвинена галузь дослідження, багато вчених демонструють, що маніпулювання емоціями, пов'язаними з переконливим повідомленням, дійсно впливає на ефективність цього повідомлення. Було показано, наприклад, що люди схильні пристосовувати свої переконання до своїх емоцій, оскільки почуття сприймаються людьми як доказ, і коли почуття збігаються з переконаннями, це розглядається як підтвердження основних переконань. Інші дослідження показують, що «емоційні стимули можуть впливати на судження, навіть якщо суддя не усвідомлює, що він щось бачив або відчував (наприклад, Bargh, 1997; Murphy & Zajonc, 1993)».
Дійсно, «нещодавні дослідження підтвердили, що вплив відіграє загальну роль у зміні ставлення, чи то через переконливе спілкування, чи через процеси когнітивного дисонансу (Петті та ін., 2001)».
Психологи Петті та Качіоппо виявили, що існує два способи обробки переконливих повідомлень: (1) зосередитися на змісті та якості повідомлення (центральна обробка) або (2) натомість зосередитися на зовнішніх сигналах (таких як джерело повідомлення). повідомлення) і ігнорувати його вміст (периферійна обробка). «Коли учасники використовують центральний/систематичний шлях реагування на зміст повідомлення, їх, як правило, переконують сильні аргументи, а менше слабкі. Однак сила аргументу має менше значення, коли вибирається периферійний маршрут. У цьому випадку інші „периферійні“ фактори, такі як достовірність джерела повідомлення або намір комунікатора, стають важливими в процесі переконання». Петті та Качіоппо припускають, що негативний вплив має призводити до більшої центральної обробки, а позитивний — до більшої периферійної обробки. Тобто, «у щасливому настрої людей однаково прагнуть переконувати сильні і слабкі аргументи, тоді як у сумному настрої людей переконують лише сильні аргументи, а слабкі відкидаються». Інакше кажучи, позитивні настрої збільшують довіру до позитивних переконань, тоді як негативні настрої заохочують до оновлення переконань у світлі нових, важливих даних.
Спираючись на роботу Маркуса, політолог Том Брейдер каже, що, «апелюючи до конкретних емоцій, [комунікатори] можуть змінити те, як громадяни реагують на політичні повідомлення».

## Вплив емоцій на переконання

### Негативні емоції

#### Страх і тривога
Єдиною широко вивченою емоцією щодо переконання є страх. Було виявлено, що страх змушує людей «відійти від рутини та звернути пильну увагу на зовнішній світ», включаючи переконливі повідомлення. Крім того, було виявлено, що страх заохочує політичну участь:
«Люди очевидно частіше беруть участь у політичній сфері, коли вони стурбовані кандидатами. Занепокоєння щодо доступних політичних можливостей спонукає людей приділяти пильнішу увагу політичному середовищу. […] люди дізнаються більше про кандидатів (тобто вони набувають нових і точних знань), коли вони стурбовані, а не тоді, коли вони в захваті від тих кандидатів, які домінують у політичному полі.»
У більш загальному плані «страх пов'язаний як зі зміною ставлення, так і поведінки». Однак «чотири змінні, які можуть взаємодіяти, впливаючи на глибину обробки повідомлення, що викликає страх: (а) тип страху (хронічний проти гострого), (б) очікування повідомлення, що містить заспокійливу інформацію, (в) тип рекомендованої поведінки (наприклад, виявлення захворювань проти зміцнення здоров'я) і (d) знайомство з проблемою».

#### Почуття провини
Почуття провини — це почуття, яке виникає, коли людина порушує внутрішнє моральне, етичне чи релігійне правило. Вплив почуття провини на переконання вивчено лише побіжно. Не на відміну від закликів до страху, література припускає, що почуття провини може сприяти досягненню переконливих цілей, якщо воно викликається на помірному рівні. Однак повідомлення, спрямовані на те, щоб викликати високий рівень провини, можуть натомість викликати високий рівень гніву, який може перешкодити переконанню.

#### Гнів
Вплив гніву на переконання також рідко досліджувався. Кілька досліджень, однак, «свідчать про наявність позитивного зв'язку між гнівом і зміною ставлення». Зокрема, дослідники виявили, що «гнів, викликаний у відповідь на проблеми підліткової злочинності та внутрішнього тероризму, корелює з прийняттям законодавчих ініціатив, запропонованих для вирішення цих проблем». Не на відміну від страху, гнів був пов'язаний з ретельною (центральною) обробкою інформації, включаючи переконливі повідомлення. У той же час, «ненавмисно викликаний гнів у відповідь на передбачувані заклики до провини та страху, як було показано, негативно корелює зі ставленням». Переконливе використання гніву також вивчалося в політичних кампаніях, оскільки політики можуть стратегічно викликати гнів, щоб підвищити мотивацію та залученість своїх прихильників, хоча історик Ніколь Хеммер зазначила, що потенціал американського кандидата ефективно використовувати гнів сильно залежить від його ідентичності.

#### Смуток
Збудження смутку асоціюється зі зміною ставлення до СНІДу, заборонених наркотиків і злочинності серед неповнолітніх.

#### Огида
Збудження відрази в контексті повідомлень, що виступають проти експериментів на тваринах, негативно корелює зі зміною ставлення. Це узгоджується з думкою, що огида призводить до відмови від свого джерела.

### Позитивні емоції

#### Емпатія і співчуття
Кілька останніх досліджень підтверджують роль співчуття в спотворенні моральних суджень. Висновки дослідників показують, що існує ключовий зв'язок між моральним судженням і емпатичним занепокоєнням, зокрема, почуттям тепла та співчуття у відповідь на когось у біді.
Зображення страждаючих дітей є ідеальним збудником цього інстинктивного співчуття.
Після того як співчуття спровоковано, люди віддають перевагу небагатьом людям, які страждають, а не багатьом людям, які, як вони знають, страждають, але абстрактно: «Люди, які почуваються схожими на іншу людину, яка потребує допомоги, відчувають більше емпатичного співчуття до цієї людини, ніж тих, які не маніпулюють, щоб відчувати себе схожими на інших».
Ден Аріє зазначає, що звернення, які за допомогою візуальних підказок чи іншим чином змушують нас зосередитися на конкретних окремих жертвах, впливають на наше ставлення та спонукають нас діяти, тоді як «коли багато людей залучено, ми цього не робимо. Холодний розрахунок не посилює нашу стурбованість великими проблемами; натомість він пригнічує наше співчуття».
«Багато в чому дуже сумно, що єдиний ефективний спосіб змусити людей реагувати на страждання — це емоційне звернення, а не об'єктивне прочитання масової потреби. Перевагою є те, що коли наші емоції пробуджуються, ми можемо бути надзвичайно турботливими. Як тільки ми надаємо стражданню особисте обличчя, ми набагато більш готові допомогти, і ми виходимо далеко за межі того, що економісти очікують від раціональних, егоїстичних, максимізуючих агентів» .

#### Гордість
«Мало вивчене в контексті соціального впливу одне чітко ідентифіковане дослідження гордості та переконання розглядало роль культури у реакції на рекламу, виявивши, що члени колективістської культури (Китай) більш прихильно реагували на заклики, засновані на гордості, тоді як члени індивідуалістичної культури (Сполучені Штати) більш прихильно відреагував на звернення, засноване на емпатії».

#### Допомога
Деякі дослідники стверджують, що тривога, за якою слідує полегшення, призводить до більшої поступливості проханню, ніж страх, оскільки полегшення викликає тимчасовий стан дезорієнтації, залишаючи людей вразливими до навіювань. Припущення полягає в тому, що переконання на основі допомоги є функцією менш ретельної обробки інформації.

#### Надія
Експерименти показали, що звернення до надії є успішними в основному з суб'єктами, які за своїми словами схильні відчувати страх.

## Приклади
- Подумайте про дітей
- Reductio ad Hitlerum